# Olympiakos Syndesmos Filathlōn Peiraiōs 2021-2022 (pallavolo maschile)
Questa voce raccoglie le informazioni riguardanti l'Olympiakos Syndesmos Filathlōn Peiraiōs nella stagione 2021-2022.

## Organigramma societario
Area direttiva
- Presidente: Michalīs Kountourīs

Area organizzativa
- Team manager: Nikos Mantouvalos

Area tecnica
- Primo allenatore: Dimitris Kazazis (fino al 5 gennaio 2022), Alberto Giuliani (dal 5 gennaio 2022)
- Secondo allenatore: Antōnīs Vourderīs
- Allenatore: Kyriakos Moutesidīs
- Scoutman: Giannīs Geōrgiadīs

Area sanitaria
- Preparatore atletico: Giōrgos Tsikourīs
- Fisioterapista: Giōrgos Papageōrgiou

## Rosa
| N° | Nome                    | Ruolo | Data di nascita   | Nazionalità sportiva |
| -- | ----------------------- | ----- | ----------------- | -------------------- |
| 1  | Kōnstantinos Prousalīs  | P     | 6 ottobre 1980    | Grecia               |
| 2  | Alen Pajenk             | C     | 23 aprile 1986    | Slovenia             |
| 3  | Dīmītrīs Charalampidīs  | C     | 6 marzo 1991      | Grecia               |
| 5  | Kōnstantinos Stivachtīs | P     | 22 maggio 1980    | Grecia               |
| 7  | Nikola Mijailović       | S     | 8 agosto 1989     | Serbia               |
| 8  | Andreas Andreadīs       | C     | 14 gennaio 1982   | Grecia               |
| 9  | Hermans Egleskalns      | O     | 8 dicembre 1990   | Lettonia             |
| 10 | Dīmītrīs Zīsīs          | L     | 2 aprile 1994     | Grecia               |
| 11 | Stauros Kasampalīs      | P     | 1 giugno 1995     | Grecia               |
| 11 | Renee Teppan            | O     | 26 settembre 1993 | Estonia              |
| 12 | Nikos Zoupanīs          | O     | 18 marzo 1989     | Grecia               |
| 14 | Īraklīs Papadopoulos    | O     | 2 settembre 1991  | Grecia               |
| 15 | Dīmītrīs Tziavras       | L     | 16 febbraio 1999  | Grecia               |
| 17 | Anestīs Dalakouras      | S     | 18 giugno 1993    | Grecia               |
| 18 | Pavle Perić             | S     | 7 agosto 1998     | Serbia               |
| 19 | Dīmītrīs Efraimidīs     | S     | 19 dicembre 1990  | Grecia               |

## Statistiche

### Statistiche di squadra
| Competizione     | Punti | In casa | In casa | In casa | In trasferta | In trasferta | In trasferta | Totale | Totale | Totale |
| Competizione     | Punti | G       | V       | P       | G            | V            | P            | G      | V      | P      |
| ---------------- | ----- | ------- | ------- | ------- | ------------ | ------------ | ------------ | ------ | ------ | ------ |
| Volley League    | 30/31 | 12      | 9       | 3       | 12           | 9            | 3            | 24     | 18     | 6      |
| Coppa di Grecia  | -     | 1       | 1       | 0       | 0            | 0            | 0            | 2      | 1      | 1      |
| Coppa di Lega    | -     | 1       | 0       | 1       | 1            | 0            | 1            | 2      | 0      | 2      |
| Supercoppa greca | -     | -       | -       | -       | -            | -            | -            | 1      | 0      | 1      |
| Champions League | -     | 3       | 2       | 1       | 3            | 2            | 1            | 6      | 4      | 2      |
| Coppa CEV        | -     | 1       | 0       | 1       | 1            | 0            | 1            | 2      | 0      | 2      |
| Totale           | -     | 18      | 12      | 6       | 17           | 11           | 6            | 37     | 23     | 14     |

G = partite giocate; V = partite vinte; P = partite perse

### Statistiche dei giocatori
| Giocatore        | Volley League | Volley League | Volley League | Volley League | Volley League | Coppa di Lega | Coppa di Lega | Coppa di Lega | Coppa di Lega | Coppa di Lega | Supercoppa greca | Supercoppa greca | Supercoppa greca | Supercoppa greca | Supercoppa greca | Champions League | Champions League | Champions League | Champions League | Champions League | Coppa CEV | Coppa CEV | Coppa CEV | Coppa CEV | Coppa CEV |
| Giocatore        | P             | PT            | AV            | MV            | BV            | P             | PT            | AV            | MV            | BV            | P                | PT               | AV               | MV               | BV               | P                | PT               | AV               | MV               | BV               | P         | PT        | AV        | MV        | BV        |
| ---------------- | ------------- | ------------- | ------------- | ------------- | ------------- | ------------- | ------------- | ------------- | ------------- | ------------- | ---------------- | ---------------- | ---------------- | ---------------- | ---------------- | ---------------- | ---------------- | ---------------- | ---------------- | ---------------- | --------- | --------- | --------- | --------- | --------- |
| A. Andreadīs     | 18            | 39            | 1             | 28            | 10            | 2             | 1             | 0             | 0             | 1             | 1                | 0                | 0                | 0                | 0                | 4                | 6                | 6                | 0                | 0                | 1         | 4         | 4         | 0         | 0         |
| D. Charalampidīs | 9             | 16            | 1             | 9             | 6             | 1             | 2             | 2             | 0             | 0             | 1                | 0                | 0                | 0                | 0                | 3                | 4                | 2                | 2                | 0                | 0         | 0         | 0         | 0         | 0         |
| A. Dalakouras    | 22            | 77            | 3             | 65            | 9             | 2             | 7             | 7             | 0             | 0             | 1                | 1                | 1                | 0                | 0                | 4                | 14               | 11               | 2                | 1                | 1         | 3         | 3         | 0         | 0         |
| D. Efraimidīs    | 12            | 12            | 0             | 12            | 0             | 1             | 0             | 0             | 0             | 0             | 0                | 0                | 0                | 0                | 0                | 2                | 2                | 1                | 1                | 0                | 1         | 2         | 2         | 0         | 0         |
| H. Egleskalns    | 8             | 111           | 5             | 98            | 8             | 2             | 38            | 33            | 1             | 4             | 1                | 14               | 12               | 1                | 1                | 5                | 95               | 83               | 9                | 3                | 1         | 14        | 11        | 1         | 2         |
| S. Kasampalīs    | 6             | 7             | 3             | 1             | 3             | 1             | 2             | 0             | 2             | 0             | -                | -                | -                | -                | -                | 2                | 1                | 0                | 1                | 0                | 1         | 1         | 1         | 0         | 0         |
| N. Mijailović    | 19            | 209           | 26            | 166           | 17            | 2             | 26            | 24            | 1             | 1             | 1                | 24               | 23               | 0                | 1                | 5                | 55               | 50               | 2                | 3                | -         | -         | -         | -         | -         |
| A. Pajenk        | 22            | 189           | 24            | 123           | 42            | 2             | 18            | 14            | 4             | 0             | 1                | 9                | 8                | 0                | 1                | 5                | 53               | 40               | 10               | 3                | 1         | 8         | 6         | 0         | 2         |
| Ī. Papadopoulos  | 18            | 34            | 1             | 29            | 4             | 0             | 0             | 0             | 0             | 0             | 1                | 2                | 1                | 0                | 1                | 1                | 0                | 0                | 0                | 0                | 1         | 0         | 0         | 0         | 0         |
| P. Perić         | 22            | 292           | 30            | 238           | 24            | 2             | 25            | 19            | 3             | 3             | 1                | 3                | 3                | 0                | 0                | 5                | 66               | 55               | 5                | 6                | 1         | 5         | 4         | 2         | 0         |
| K. Prousalīs     | 9             | 2             | 1             | 0             | 1             | -             | -             | -             | -             | -             | 1                | 0                | 0                | 0                | 0                | -                | -                | -                | -                | -                | -         | -         | -         | -         | -         |
| K. Stivachtīs    | 23            | 10            | 3             | 4             | 3             | 2             | 0             | 0             | 0             | 0             | 1                | 0                | 0                | 0                | 0                | 5                | 4                | 0                | 2                | 2                | 1         | 0         | 0         | 0         | 0         |
| R. Teppan        | 13            | 228           | 21            | 188           | 19            | -             | -             | -             | -             | -             | -                | -                | -                | -                | -                | -                | -                | -                | -                | -                | -         | -         | -         | -         | -         |
| D. Tziavras      | 13            | 0             | 0             | 0             | 0             | 0             | 0             | 0             | 0             | 0             | 0                | 0                | 0                | 0                | 0                | 3                | 0                | 0                | 0                | 0                |           |           |           |           |           |
| D. Zīsīs         | 23            | 0             | 0             | 0             | 0             | 2             | 0             | 0             | 0             | 0             | 1                | 0                | 0                | 0                | 0                | 5                | 0                | 0                | 0                | 0                | 1         | 0         | 0         | 0         | 0         |
| N. Zoupanīs      | 22            | 140           | 22            | 95            | 23            | 2             | 9             | 8             | 1             | 0             | 1                | 1                | 1                | 0                | 0                | 5                | 27               | 18               | 6                | 3                | 1         | 3         | 3         | 0         | 0         |

P = presenze; PT = punti totali; AV = attacchi vincenti; MV = muri vincenti; BV = battute vincenti

NB: Non sono disponibili i dati relativi alla Coppa di Grecia e di conseguenza quelli totali della stagione